# Valentin Weigel
Valentin Weigel (más néven Weichel; Großenhain, 1533. augusztus 7. – Zschopau, 1588. június 10.) Szászországból származó német teológus, misztikus és teozófus.
Fontos helyet foglal el az egyház- és filozófiatörténetben Luther és a 17. század között. Azokhoz a misztikusokhoz tartozik, akik az evangélikus ortodoxia és az egyház merev intézményesítése ellen léptek fel, és ehelyett azt hirdették, hogy minden ember olyan veleszületett képességekkel van teremtve, amelyek a hitet és a tudást függetlenné teszik a papságtól, sőt az írásoktól.

## Élete
1533-ban született Szászországban, Drezda közelében, szegény katolikus szülők fiaként. Iskolai tanulmányait egy helyi mecénásnak köszönhette, aki ingyenes iskoláztatást biztosított számára a nemrégiben alapított meisseni St. Afra iskolában, ahova 1549-től 1554-ig járt. 1554-től 1558 vagy 59-ig a lipcsei egyetemen tanult, ahol lediplomázott.
Azon kisszámú hallgatók közé tartozott, akiket nemcsak I. Ágost (1526–1586) választófejedelem támogatott, hanem az egyetemen is kiemelt figyelmet kapott. A teológiai tanulmányai mellett filozófiát, matematikát, természettudományt és orvostudományt is tanult. Részt vett a szokásos akadémiai vitákban és tanított az egyetemen, de 1564-ben átkerült Wittenbergbe, ahol szintén tanárként működött.
1565-ben feleségül vette Katherina Pochot, egy helyi lelkész lányát. Egy lánya és két fia született.
1567-ben a választófejedelem Zschopau (evangélikus) lelkészévé nevezte ki, ahol haláláig maradt.

## Nézetei
A német misztika abba az áramlatába tartozik, amely Eckhartig és Taulerig nyúlik vissza, és amely nem csak spekulatív elmélkedésekben nyilvánul meg. Nézetei, amelyeket a kabbalista motívumokkal teli panteizmus jellemez, bizonyos számú követőre találtak, de a körülötte kialakult „szekta”, amelyhez J. Böhme nagyon közel állt, rövid időn belül szétszóródott. "Teozófikus" írásait csak néhányan ismerték, ellenfelei többször is elégették, művei (egy kivétellel) posztumusz, 1609-től jelentek meg.
Azt tanította, hogy igazi tudást csak a Szentlélekkel (a "belső hang") való közösségből fakadó megvilágosodás adhat; továbbá, hogy a „régi embernek” meg kell halnia az egyénben, hogy Krisztus szülessen újjá és éljen, hiszen a hívőnek a Krisztussal való ilyen egyesülésében van az igazi élet. Misztikus tanításának alapja részben Paracelsus, a középkori egyházi misztika és a korai protestáns spiritualisták eszméinek összetett kombinációja volt.

## Művei
- "Unterrichts-Predigt: Wie man christlich trauern und täglich solle im Herrn sterben", 1576
- "Libellus de vita beata", 1609
- "Ein schön Gebetsbüchlein, welches die Einfältigen unterrichtet", 1612
- "Der güldene Griff, alle Ding ohne Irrtum zu erkennen", 1613
- "Ein nützliches Traktätlein vom Ort der Welt", 1613
- "Dialogus de Christianismo", 1614
- "Erkenne dich selbst", 1615
- "Informatorium oder Kurzer Unterricht", 1616 (kiegészítve: "Soli deo gloria", 1618)
- "Kirchen- oder Hauspostill", 1618
- "Libellus disputatorus", 1618
- "De bono et malo in homine", 1618
- "Zwei schöne Büchlein", 1618
- "Studium universale", 1618
- "Tractatus de opere mirabili", 1619